# Tournan-en-Brie
Tournan-en-Brie è un comune francese di 8 242 abitanti situato nel dipartimento di Senna e Marna nella regione dell'Île-de-France.
Nel 1972 vi furono girati dalla RAI gli esterni dell'episodio "Il pazzo di Bergerac", dell'ultima serie de Le inchieste del commissario Maigret, con Gino Cervi.

## Società

### Evoluzione demografica
Abitanti censiti